# Kościewicze (Berszty)
Kościewicze – część wsi Berszty na Białorusi, w obwodzie grodzieńskim, w rejonie szczuczyńskim.
W latach 1921–1939 kolonia należała do gminy Berszty, w powiecie grodzieńskim województwa białostockiego.
Według Powszechnego Spisu Ludności z 1921 roku osadę zamieszkiwało 14 osób, wśród których 8 było wyznania prawosławnego, a 6 mojżeszowego. Jednocześnie 8 mieszkańców zadeklarowało białoruską przynależność narodową, a 6 żydowską. Były tu 2 budynki mieszkalne. 